# 야 곰례야
《야 곰례야》는 1979년 6월 18일부터 1980년 5월 17일까지 방영한 TBC 일일연속극이다.

## 등장인물
- 정윤희
- 강부자
- 노주현
- 연규진
- 김형자
- 김윤미
- 강태기
- 백준기
- 이문희
- 윤상미
- 서승현
- 이성웅
- 김인문
- 김소유
- 여운계
- 사미자
- 김순철
- 정해창
- 백수련
- 이영
- 전원주
- 김주호